# Аграфиотис
Аграфиотис (на гръцки: Αγραφιώτης) е река в Евритания, Централна Гърция.
Реката носи името си от планинския район през който тече – Аграфа. Извира в близост до село Тровато в северната част на Евритания. Тече на юг през долината с гори и малки земеделски земи. Над коритото ѝ са изградени няколко каменни мостове. В близост до село Трипотамо реката се влива във водите на язовир Кремаста, който е построен през 1965 г. и е най-големият в Гърция, а през 1969 г. и втори язовир – Кастраки.
Оттича се в река Ахелой.